# Maria Klioundikova
Maria Alekseïevna Klioundikova née Vadeïeva (russe : Мария Алексеевна Клюндикова Вадеева), née le 16 juillet 1998 à Moscou, en Russie, est une joueuse russe de basket-ball. 

## Biographie
Elle dispute le championnat d'Europe U16 en 2013 âgée de seulement 14 ans, puis de nouveau l'année suivante, année où elle est nommée meilleure joueuse de la compétition étant meilleure marqueuse (17,9) et rebondeuse (16,2) de son équipe qui remporte la médaille d'or.
En 2014-2015, elle fait des débuts réussis en ligue russe et en Eurocoupe (7,1 points, 4,9 rebonds et 0,6 passe décisive en 12 minutes sur 7 rencontres) avec le Spartak Moscou.
Âgée de seulement 16 ans, elle est sélectionnée en équipe de Russie, dirigée par son coach du Spartak, pour le championnat d'Europe 2015 où elle se fait remarquer des performances impressionnantes comme 22 points (9 tirs réussis sur 15) et 7 rebonds lors d'une victoire clé face à la Slovaquie. La Russie manque cependant, face à la Turquie, la cinquième place, qualificative pour le tournoi pré-olympique. En juillet 2015, elle est la pièce maîtresse de l'équipe russe au Mondial U19 qui se joue justement en Russie. En demi-finale, elle écœure les Australiennes avec 27 points, 16 rebonds et 5 contres.
En juillet 2017, elle est de nouveau au Mondial U19 remporté par les Russes qui défont les Américaines en finale avec 26 points et 18 rebonds de Vadeeva.
Retenue en 11e choix de la draft WNBA 2018 par les Sparks de Los Angeles, elle rejoint la WNBA en juin après la fin du championnat russe, où elle joue aux côtés de Nneka Ogwumike, Angel McCoughtry et Epiphanny Prince pour 9,6 points, 6,2 rebonds, 1,2 passe décisive et 1,1 contre en 19,1 minutes par game.

## Palmarès
- Vainqueur du Championnat d'Europe de basket-ball féminin des moins de 16 ans 2014[3]
- Finaliste du Championnat du monde de basket-ball féminin des moins de 19 ans 2015[8].
- Vainqueur du Championnat du monde de basket-ball féminin des moins de 19 ans 2015[6]
- Vainqueure de l'Euroligue 2017
- Championne de Russie 2017[7]
- Championne de Russie 2019
- Championne de Russie 2020
- Vainqueur de l'Euroligue féminine de basket-ball 2018-2019
- Vainqueur de l'Euroligue féminine de basket-ball 2020-2021

## Distinctions personnelles
- MVP Championnat d'Europe de basket-ball féminin des moins de 16 ans 2014[3]
- Meilleur cinq du Championnat du monde de basket-ball féminin des moins de 19 ans 2015[9].
- Meilleure joueuse du Championnat du monde de basket-ball féminin des moins de 19 ans 2017